# 阿尔基扬
阿尔基扬（法語：Arquian，法語發音：[aʁkjɑ̃]）是法国涅夫勒省的一个市镇，位于该省西北部，和卢瓦雷省及约讷省接壤，属于卢瓦尔河畔科讷库尔区。

## 地理
阿尔基扬（47°32'30"N, 2°59'18"E）面积33.56 平方千米，位于法国勃艮第-弗朗什-孔泰大區涅夫勒省，该省份为法国中部省份，北至约讷省，西北接卢瓦雷省，西接谢尔省，南至阿列省，东南接索恩-卢瓦尔省，东临科多尔省。
与阿尔基扬接壤的市镇（或旧市镇、城区）包括：拉沃、法沃雷勒、阿奈、卢瓦尔河畔拉塞勒、皮赛地区圣阿芒、圣韦兰。

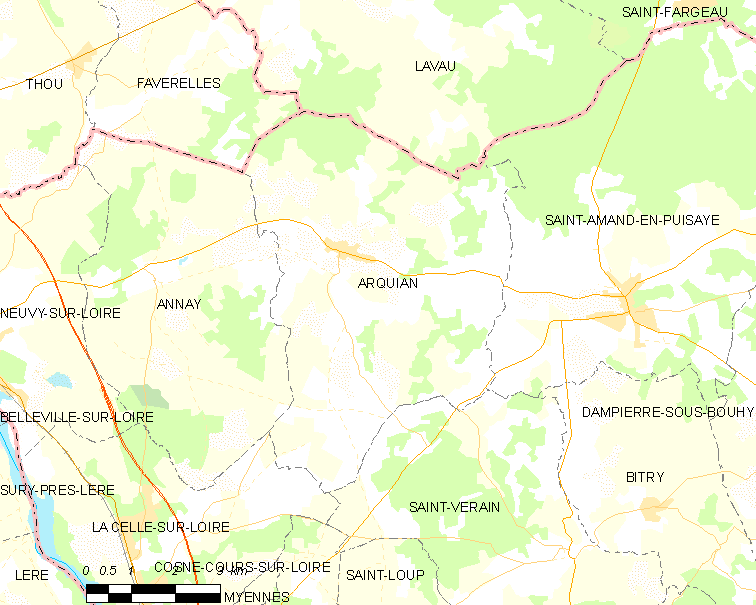
阿尔基扬的OSM定位图

阿尔基扬的时区为UTC+01:00、UTC+02:00（夏令时）。

## 行政
阿尔基扬的邮政编码为58310，INSEE市镇编码为58012。

## 政治
阿尔基扬所属的省级选区为卢瓦尔河畔普伊县。

## 人口

1962-2008年间阿尔基扬人口变化图示

阿尔基扬于2022年1月1日时的人口数量为550人。